# El Arenal, Zoquiapan
El Arenal är en ort i Mexiko.   Den ligger i kommunen Zoquiapan och delstaten Puebla, i den sydöstra delen av landet, 170 km öster om huvudstaden Mexico City. El Arenal ligger 996 meter över havet och antalet invånare är 152.
Terrängen runt El Arenal är bergig, och sluttar norrut. Runt El Arenal är det ganska glesbefolkat, med 43 invånare per kvadratkilometer. Närmaste större samhälle är Olintla, 14,9 km nordväst om El Arenal. I omgivningarna runt El Arenal växer huvudsakligen savannskog.